# حورعحا
حورعحا (یا عحا یا حوروس‌عحا) در مصرشناسی کنونی دومین فرعون دودمان نخست مصر باستان شناخته می‌شود. او نزدیک به سده سی و یکم پیش از میلاد می‌زیست. شاه حورعحا، که اغلب او را به نام «مِنِس» می‌شناسند، شخصیتی اسرارآمیز در تاریخ مصر است. او نخستین فرمانروایی بود که مصر را حدود ۳ هزار سال پیش از میلاد متحد کرد. گرچه سَلَف او، «نارمر»، از فرمانروایان مصر علیا، مصر را با پیروزی‌های قاطع نظامی یکپارچه کرده‌بود، اما حورعحا بود که در نقش پادشاه مقدس، حور، خدای زنده بر روی زمین، ظاهر شد. حورعحا را، مثل فرعون‌های نخستین، در ابیدوس در مصر علیا، دفن کردند. قدرت او از مهارت در جنگ و سیطره بر مسیرهای بازرگانی سودآور با مصر سفلی و حتی بین‌النهرین ریشه می‌گرفت.

## زندگی‌نامه
نزدیک سده سی و دوم پیش از میلاد پدر حورعحا، نارمر، مصر علیا و سفلی را یکپارچه کرده بود. حورعحا در سنی نزدیک به سی سالگی به پادشاهی رسید. افسانه‌ها می‌گویند که او توسط یک اسب آبی، تجسم زمینی خدای ست، برده شد. با تصور اینکه او همان منس افسانه‌ای است، داستان دیگری که در آن او هنگام شکار توسط یک اسب آبی کشته می‌شود، جریان داشت.
همسر اصلی حورعحا بنریب بود و نامش در کنار نام حورعحا در بعضی اشیای تاریخی از جمله مقبره‌ای در ابیدوس، آمده است. حورعحا همسر دیگری به نام خنثاپ نیز داشت که دجر از او به دنیا آمد.

## دیدگاه‌ها
مِنِس یا حورعحا را، معمولاً نخستین فرعون می‌دانند. اما شاید نارمر نخستین فرعون باشد و شاید نارمر نام دیگر منس بوده‌است. بر سر اینکه حورعحا به درستی چه کسی بوده دیدگاه‌های گوناگونی مطرح است. بعضی بر این باورند که حورعحا همان منس بوده و همان دو مصر را یکپارچه کرده‌است. بعضی دیگر اما بر این باورند که او پسر نارمر بوده و نارمر این یکپارچگی را بر پا ساخته است. باور بر این است که نارمر و منس هر دو یک شخصیت بوده‌اند؛ شواهدی از جمله لوحه نارمر حکایت از درستی این فرضیه دارند و او را یکپارچه‌کننده مصر و پدر حورعحا معرفی می‌کنند.

## نگارخانه

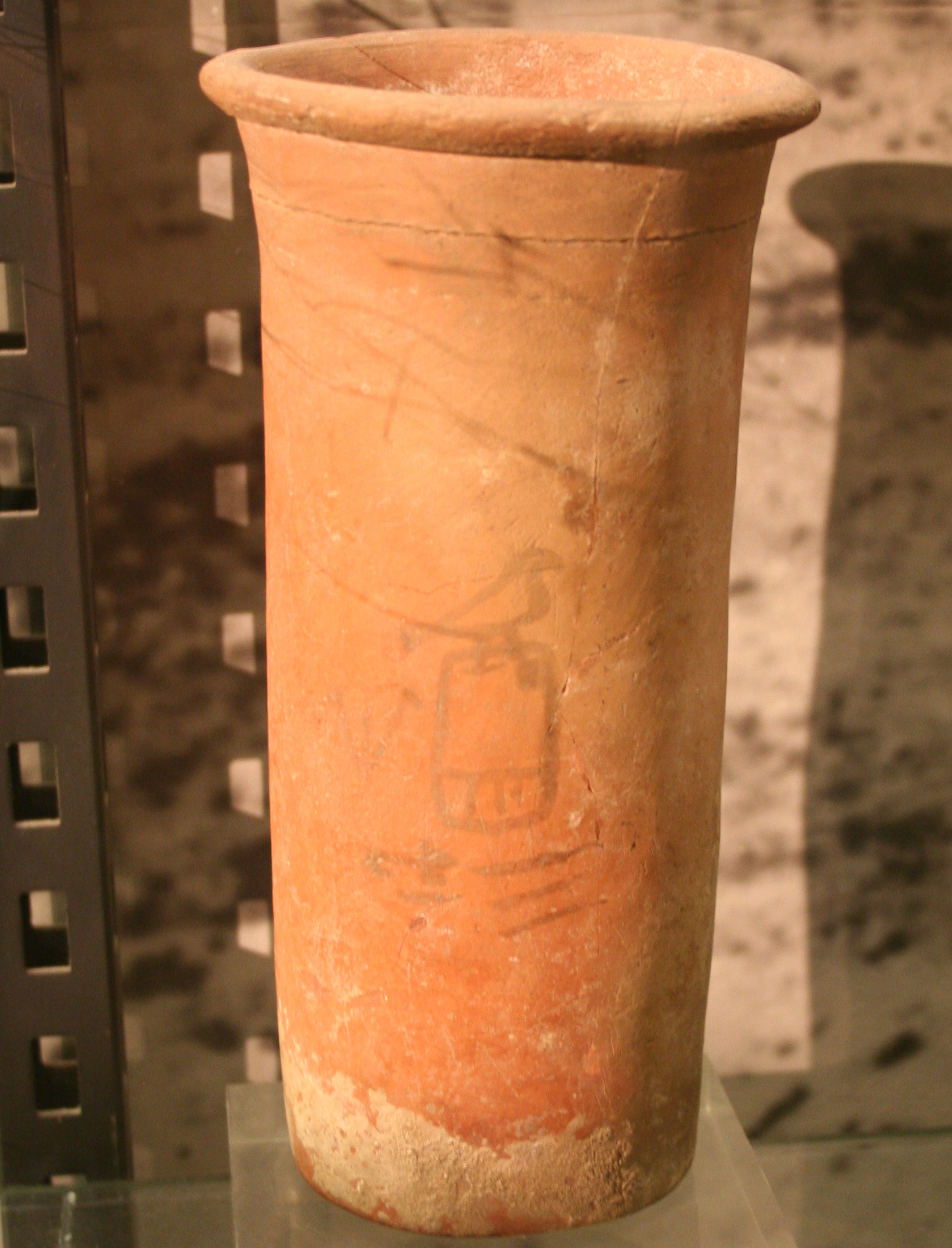
ظرف سیلندری شکل شاه حورعحا از سقاره؛ نگهداری شده در موزه آگوست کسنر